# Elisabeta Tufan-Guzganu
Elisabeta Tufan-Guzganu (ur. 8 sierpnia 1964 w Bukareszcie) – rumuńska florecistka, dwukrotna medalistka olimpijska i wielokrotna medalistka mistrzostw świata.
Na igrzyskach olimpijskich w Los Angeles w 1984 roku reprezentacja Rumunii w składzie: Aurora Dan, Monica Veber-Koszto, Rozalia Oros, Marcela Zsak i Elisabeta Guzganu zdobyła drużynowo srebrny medal. W zawodach indywidualnych zajęła czwarte miejsce, przegrywając walkę o medal z Włoszką Dorina Vaccaroni 5:8. Na rozgrywanych cztery lata później igrzyskach olimpijskich w Seulu zajęła indywidualnie 18. miejsce. Brała też udział w igrzyskach olimpijskich w Barcelonie w 1992 roku, gdzie wspólnie z Reką Szabo, Claudią Grigorescu, Laurą Badeą i Roxaną Dumitrescu zdobyła drużynowo brązowy medal. W zawodach indywidualnych zajęła tym razem 21. miejsce.
Podczas mistrzostw świata w Lozannie w 1987 roku wywalczyła indywidualnie złoty medal, pokonując w finale Zita Funkenhauser z RFN. Na tej samej imprezie razem z Claudią Grigorescu, Reką Szabo, Georgetą Becą i Rozalią Husti zdobyła srebrny medal w turnieju drużynowym. W konkurencji tej Rumunki z Tufan w składzie zdobywały następnie złoty medal na mistrzostwach świata w Atenach (1994) oraz brązowe podczas mistrzostw świata w Essen (1993) i mistrzostw świata w Hadze (1995).